# Alex Zahavi
Alexander Abraham Zahavi (* 21. Januar 1991 in Los Angeles, Kalifornien) ist ein ehemaliger US-amerikanischer Fußballspieler mit portugiesischen und israelischen Wurzeln.

## Karriere

### Verein
In seiner Jugendzeit spielte Alex Zahavi unter anderem für Hapoel Haifa, Benfica Lissabon, den FC Arsenal, den FC Barcelona und Sporting Lissabon. Mit sieben Jahren begann er bei Hapoel Haifa mit dem Fußball, bis die Familie 1999 nach Lissabon zog. Dort spielte er für Benfica und wurde bei einem internationalen Jugendturnier von einem Arsenal-Scout entdeckt und nach London gelockt. Doch zwei Jahre später wurde Zahavi von einem Scout des FC Barcelona abgeworben. Zunächst wurde er für drei Jahre an die Jugendakademie gebunden, mit Option auf eine Beschäftigung für weitere sieben Jahre. Im Jahr 2007 kehrte er nach Lissabon zurück, dieses Mal spielte er jedoch für Sporting. Dort sah Zahavi mehr Chancen eines Tages für die erste Mannschaft zu spielen.
Am 16. Juli 2010 absolvierte er ein Probetraining bei Maccabi Haifa, wo er Trainer Elisha Levy so beeindruckte, dass er zehn Tage später einen Vertrag unterschrieb. Allerdings kam er nicht zu einem Ligaeinsatz und wurde daher im Februar 2011 bis zum Ende der Saison 2010/11 an Hapoel Akko verliehen. Für Hapoel Akko lief er bis zum Saisonende insgesamt zehn Mal auf. Am 7. Juli 2011 wurde sein Vertrag bei Maccabi bis zum Jahr 2015 verlängert und Zahavi wurde in die portugiesische Primeira Liga zu Vitória Setúbal verliehen. Sein erstes und einziges Ligaspiel für Setúbal absolvierte er allerdings erst am Ende der Saison, bei der 1:3-Heimniederlage am 12. Mai 2012 gegen Benfica Lissabon. Für die Saison 2012/13 wurde Zahavi an den Ligakonkurrenten und Neuaufsteiger SC Olhanense verliehen, wo er jedoch kein einziges Pflichtspiel bestritt.

### Nationalmannschaft
Zahavi spielte zuerst für die U-17-, U-18- und U-19-Nationalmannschaft Portugals, kam jedoch zu keinem A-Länderspieleinsatz. Da er auch die US-amerikanische Staatsangehörigkeit besitzt, wurde Zahavi für die US-amerikanische U-20-Nationalmannschaft nominiert und nahm im November 2010 mit dieser am Torneo de las Americas teil. Im ersten Turnierspiel gegen Kolumbien erzielte er den 1:0-Führungstreffer, die USA gewann letztlich im Elfmeterschießen.
Am 20. Februar 2011 wurde Zahavi für die israelische U-21-Nationalmannschaft nominiert. Schon drei Tage später absolvierte er ein Testspiel gegen Arsenal Kiew. Am 17. März wurde er für ein internationales Turnier in Österreich nominiert. Sechs Tage später folgte sein Debüt in der U-21 beim Spiel gegen Georgien, welches mit 2:0 gewonnen werden konnte. Weitere drei Tage später erzielte er beim Spiel gegen Rumänien sein erstes und bisher letztes Länderspieltor für Israels U-21.